# Differentialgear
Et Differentialgear er en udvekslingsmekanisme som overfører én aksels bevægelse til to andre aksler. På denne måde kan de bevæge sig med forskellige hastigheder, for eksempel på en bil.
Hvem der opfandt differentialgearet er gået tabt i historiens mørke, men i 1827 blev i hvert fald et moderne differentialgear patenteret af urmageren Onésiphore Pecqueur (1792-1852).

## Historisk
Der er mange påståede opfindelser af differentialgearet, men det er sandsynligt at det var kendt nogle steder i historisk tid. Her er nogle historiske milepæle af apparatet.
- 1050 f.Kr.-771 f.Kr.: Book of Song påstår at den Sydpegende Hestevogn, som anvender et differentialgear, blev opfundet under Western Zhou Dynastiet i Kina.
- 227 – 239 – På trods af tvivl af fellow ministers at court, Ma Jun fra Kingdom of Wei i Kina opfinder den første historisk verificerbare Sydpegende Hestevogn, som viser et verdensretning ved hjælp af et ikke-magnetisk, mekaniseret kompas.
- 658, 666 AD – to kinesiske Buddhist munke og ingeniører skaber Sydpegende Hestevogne for Emperor Tenji af Japan.
- 1027, 1107 AD – Dokumenterede kinesiske reproduktioner af den Sydpegende Hestevogn af Yan Su og herefter Wu Deren, som i detaljer beskriver apparatets mekaniske funktioner og tandhjulsforhold mere detaljeret end tidligere kinesiske historiske kilder.
- 1720 – Joseph Williamson anvender et differentialgear i et ur.
- 1810 – Rudolph Ackermann fra Tyskland opfinder et 4-hjulet styresystem til vogne, som nogle fejlagtigt videreformidler som et differentialgear.
- 1827 – det moderne bil differentialgear patenteres af urmager Onésiphore Pecqueur (1792-1852) ved Conservatoire des Arts et Métiers i Frankrig til brug i en dampmaskinebil.[1]
- 1832 – Richard Roberts fra England patenterer gear of compensation, et differentialgear til en:Road locomotive.
- 1876 – James Starley fra Coventry opfinder et kædedrevet differentialgear til brug på cykler; opfindelsen anvendes senere på biler af Karl Benz.
- 1897 – første anvendelse af et differentialgear på en australsk dampmaskinebil af David Shearer.
- 1913 – Packard introducerer spiral-gear differentialet, som minsker gearstøjen.
- 1926 – Packard introducerer det hypoide differentialgear, som muliggør at drivakslen kan sænkes.
- 1958 – Vernon Gleasman patenterer Torsen Dual-Drive Differentialgear, en type af en:limited slip differential som kun anvender tandhjul i stedet for en kombination af koblinger og tandhjul.

Note: Antikythera-mekanismen (150 f.Kr. – 100 f.Kr.), opdaget på et skibsvrag fra antikken nær den græske ø Antikythera, blev tidligere foreslået at have brugt et differentialgear. Dette er siden blevet afvist.